# Врмац (крепость)
Крепость Врмац (черног. Tvrđava Vrmac/Тврђава Врмац, нем. Werk Vermac) — австро-венгерское военное укрепление XIX века на одноименном полуострове между городами Котор и Тиват (Черногория).
Форт на этом месте был заложен в 1860 году, однако ныне существующая крепость была построена между 1894 и 1897 годами и участвовала в боевых действиях во время Первой мировой войны, когда она подверглась сильным бомбардировкам черногорцами. Укрепление было отремонтировано и разоружено до конца войны, позднее некоторое время использовалось югославскими войсками, но впоследствии было заброшено. По состоянию на 2010-е годы, это — один из наиболее хорошо сохранившихся австрийских фортов в районе Которского залива.
Объект открыт для посещения c соблюдением мер предосторожности из-за открытых ям и дыр в полах.

## История
В период после наполеоновских войн самые южные земли Австро-Венгерской империи включали в себя окрестности Которского залива с центром в Которе (известном тогда как Каттаро). Это регион был крупной военно-морской базой империи. Однако горы в глубине материка, к востоку от побережья, контролировались независимым княжеством (позже королевством) Черногория. Австрийские власти столкнулись с серьезными проблемами при удержании этих территорий, поскольку союзные России черногорцы стремились захватить залив, а австро-венгерское правление было непопулярным среди местных жителей («бокелей»). Местное племя Кривошье, жившее на восточных склонах горы Орьен над Рисаном, подняло два крупных восстания. В 1869 году клан нанес поражение австро-венгерским войскам, посланным для подавления восстания, но в 1882 году австрийский контроль был восстановлен. После этого Государственной фортификационной комиссией (нем. Reichsbefestigungskommission) было принято решение о строительстве ряда крепостей вокруг Которского залива и в стратегически важных точках далее вглубь страны, а также перестройке уже существующих фортов, в том числе на Врмаце.
Это укрепление было основано ещё в 1860 году, но в военных действиях 1869 и 1882 годов не сыграло значительной роли. Работы шли с 1894 по 1897 год. Новая крепость была вооружена восемью 12-сантиметровыми мортирами M80/85 и четырьмя 10-сантиметровыми орудиями PH M05, а также дюжиной артиллерийских лафетов. Первоначально было предусмотрено размещение на крыше четырех полевых орудий для ближней обороны, но эта необычная особенность была удалена при реконструкции 1906—1907 годов, после чего в форте осталась только дальнобойная артиллерия.
К началу Первой мировой войны это была самая современная крепость в регионе и центр обороны Третьего австро-венгерского военного округа. Однако к этому моменту она уже считалась устаревшей и на горе Св. Илии, самой высокой точке полуострова примерно в 1,6 км к северу, было запланировано новое укрепление, которое не успели построить. В итоге гарнизон форта (пять офицеров и 177 солдат) оказался под сильным обстрелом с территории Черногории из пушек калибром до 24 см. Крепость была сильно повреждена, но после того, как весной 1916 года австрийцы захватили Ловчен и вытеснили черногорцев из зоны досягаемости артиллерии, повреждения были полностью устранены. Орудия были сняты для использования в другом месте.
После распада Австро-Венгерской империи в конце войны Которский залив стал частью территории Югославии. Несколько лет форт был занят Югославской королевской армией, после чего был заброшен. В этот период один из казематов был расписан православными иконами, на сегодняшний день едва заметными от постоянной сырости.

## Расположение
Крепость расположена на высоте 480 метров на известняковом хребте полуострова Врмац, отделяющем внешнюю (у Тивата) и внутреннюю (у Котора) части залива. К ней можно добраться по построенной австрийцами военной дороге, которая проходит по гребню хребта, или по извилистой тропе, ведущей вверх по склону горы от Муо, пригорода Котора.
Расположение укрепления было выбрано так, чтобы оно могло поддерживать отдаленный форт Горазда и батарею Шкаляри на юге. С 1909 года его также поддерживал форт Траште, расположенный на холмах над Тиватом на западе. Это стратегически важное место, но оно было уязвимо для артиллерийского обстрела с горы Ловчен.
В австрийском военном издании 1870 года (т.е. ещё до нового строительства) отмечалось, что даже с учетом удачной локации будущей крепости австро-венгерский контроль над Которским заливом был условным:

Центральное расположение этой позиции обеспечивает владение всем Бочче [от итал. Bocche di Cattaro — Которский залив]. Здесь должны быть возведены жилые и складские здания, цистерны, склады, госпитали, оборонительные казармы, и, наконец, должны быть построены укрепления, которые сделают это место поистине неприступным горным фортом, так как путь для отступления гарнизона может быть легко перерезан. Нельзя заблуждаться насчет господства над всем Бочче! С момента, когда русские корабли появятся в Адриатическом море, наши войска в Бочче, окруженные ненадежным населением, неприкрыто тяготеющим к Черногории, будут прикованы к опорным пунктам и к той местности, над которой доминируют их орудия.
Оригинальный текст (нем.)Die centrale Lage dieser Position sichert den Besitz der ganzen Bocche. Hier müssen nun Unterkunfts- und Magazingebäude, Cisternen, Depöts, Spitäler, Defensionskasernen errichtet und endlich Befestigungen angelegt werden, welche diese Stellung zu einer wahrhaft unbezwinglichen Felsenburg gestalten, da der Besatzung leicht die Rückzugslinie abgeschnitten werden kann. Man gebe sich über die Behauptung der ganzen Bocche überhaupt keiner Täusehung hin! Umgeben von einer wenig verlässlichen Bevölkerung, welche ungescheut nach Montenegro gravilirt, werden unsere Truppen in den Bocche von dem Augenblicke an, als russische Schiffe im adriatischen Golf erscheinen, auf die festen Plätze beschränkt sein und auf das Terrain, welches ihre Kanonen beherrschen.
— Далмация и ее укрепления. Военно-политическое исследование офицера генерального штаба.

## Описание
Крепость представляет собой мощную каменно-бетонную конструкцию, окруженную рвом и защищенную тремя капонирами, с единственным входом на северной стороне. Проект аналогичен некоторым укреплениям в Южном Тироле, с неправильной пятиугольной формой на двух уровнях. Главные орудия размещались в бронированных казематах, а гаубицы и наблюдательные башни — в стальных башенках производства завода Škoda в Пльзене.
Крыша форта представляет собой бетонную плиту толщиной 1,5 метра, которая была установлена в 1906—1907 годах, после усиления черногорской артиллерии. Казарменные помещения расположены с северной стороны, а казематы — на других сторонах, обращенных к потенциально враждебной на тот момент территории. Отдельное строение недалеко к северу использовалось как склад боеприпасов.

## Галерея

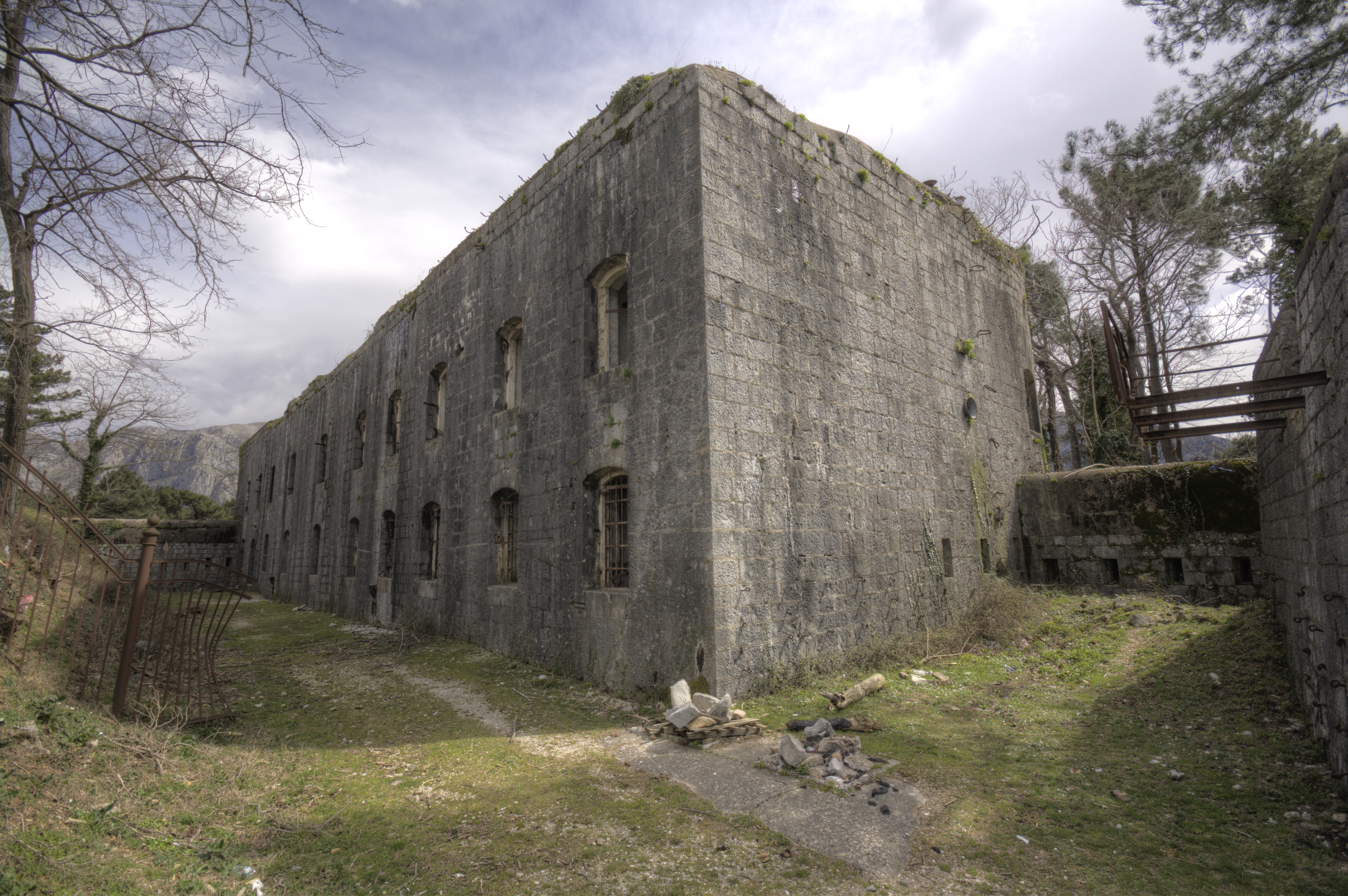
Оборонительный ров и северная сторона
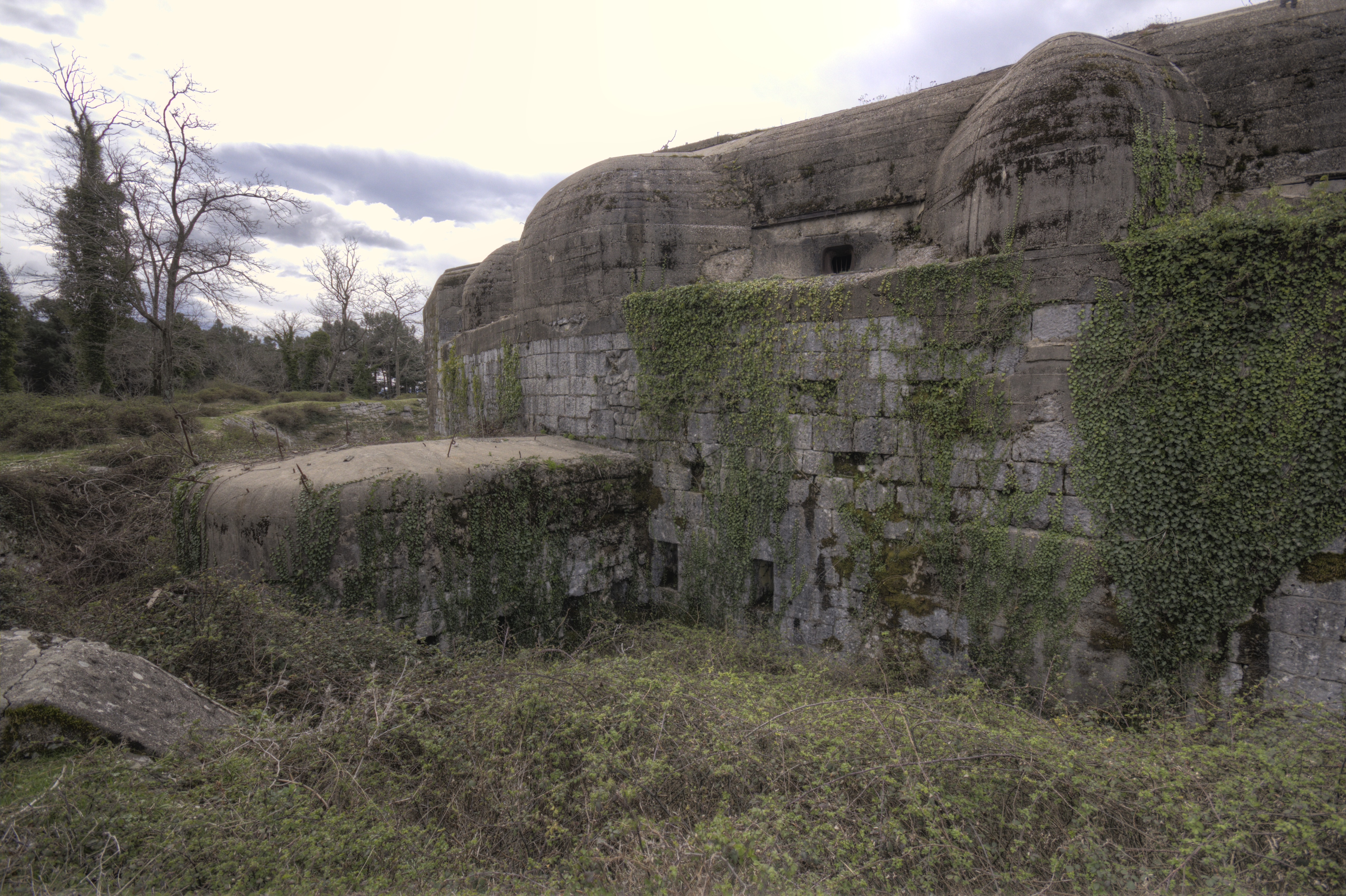
Вид на огневые точки с восточной стороны
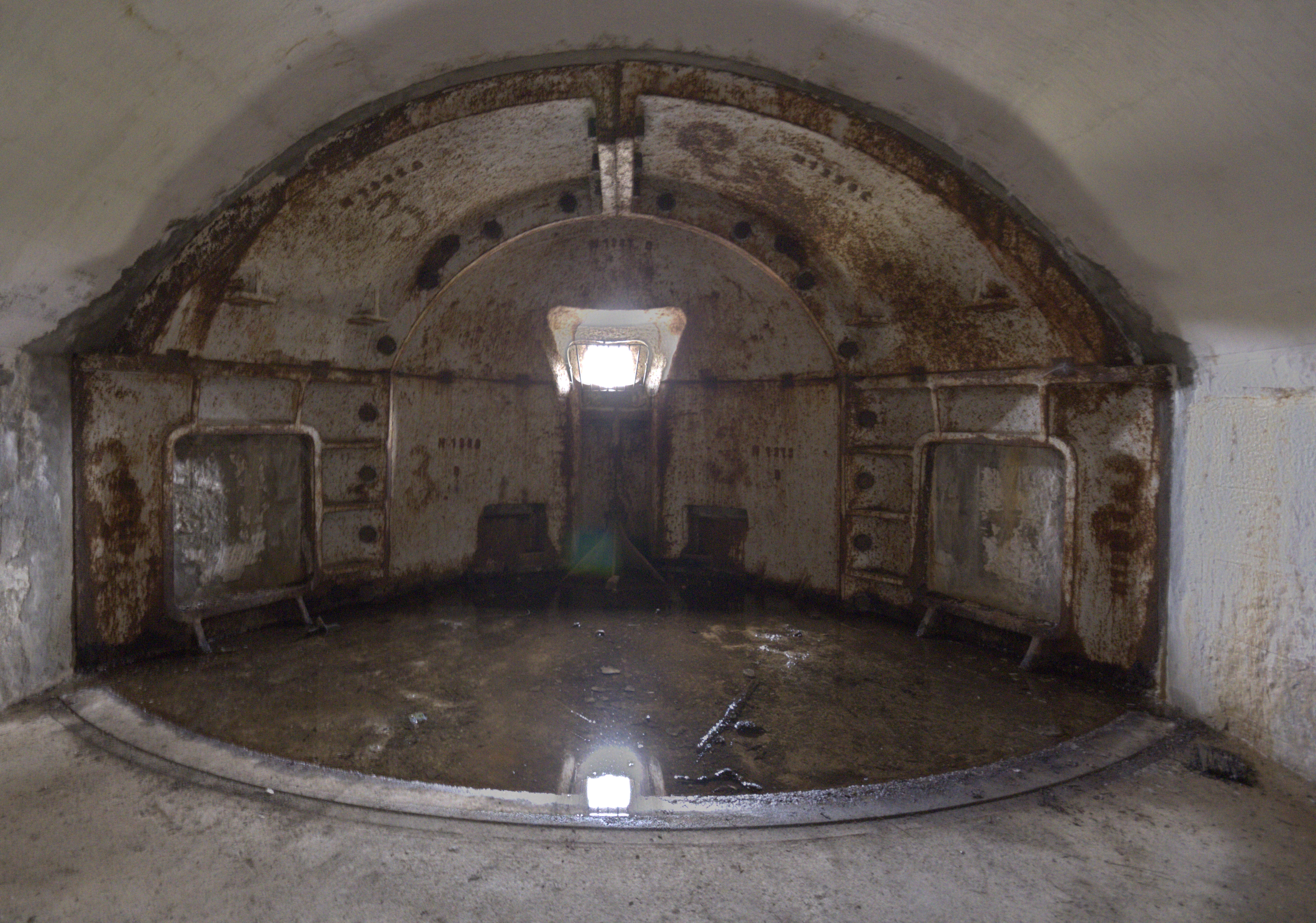
Каземат Škoda для пушки PH M05
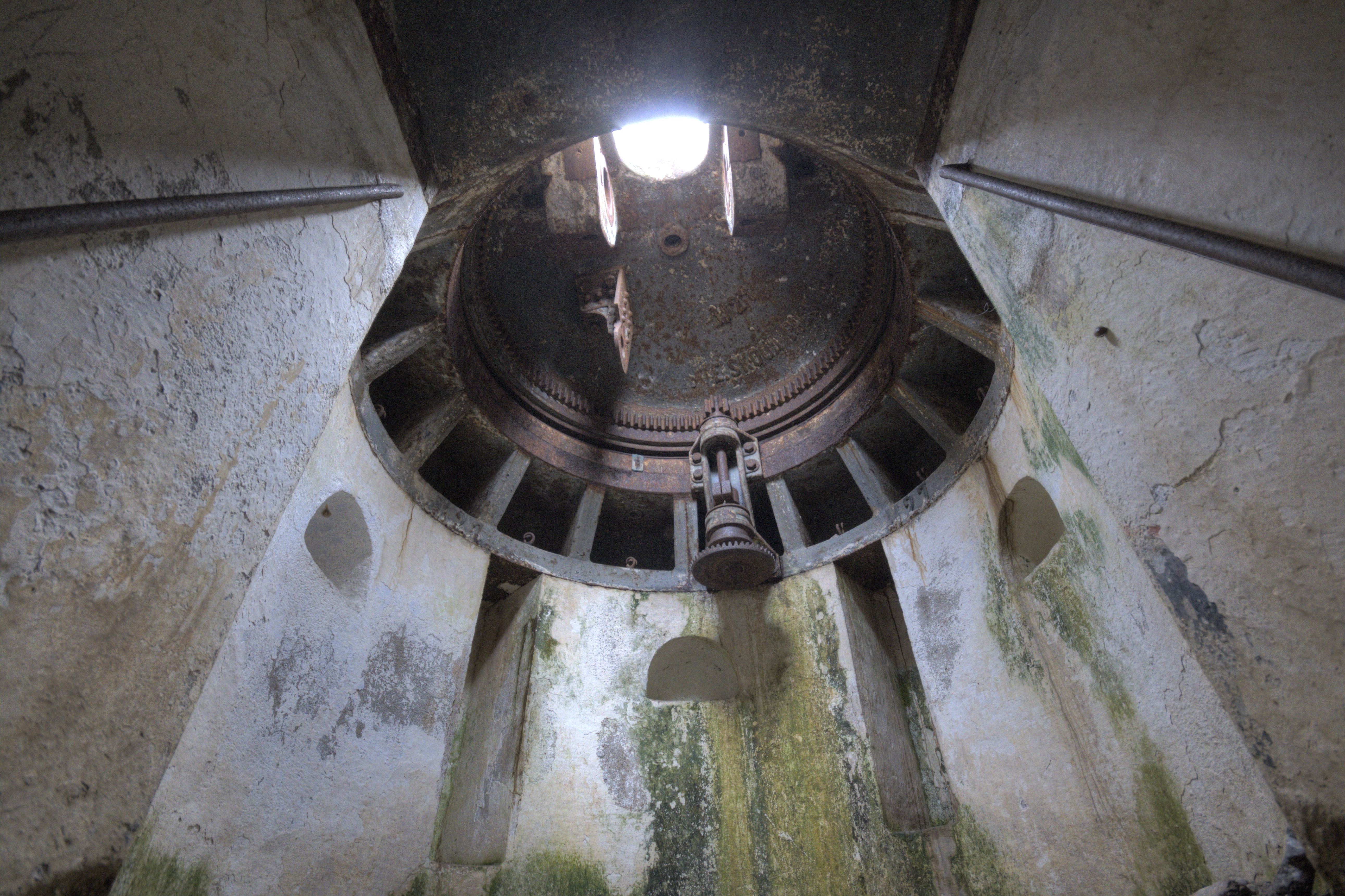
Турель мортиры M80/85
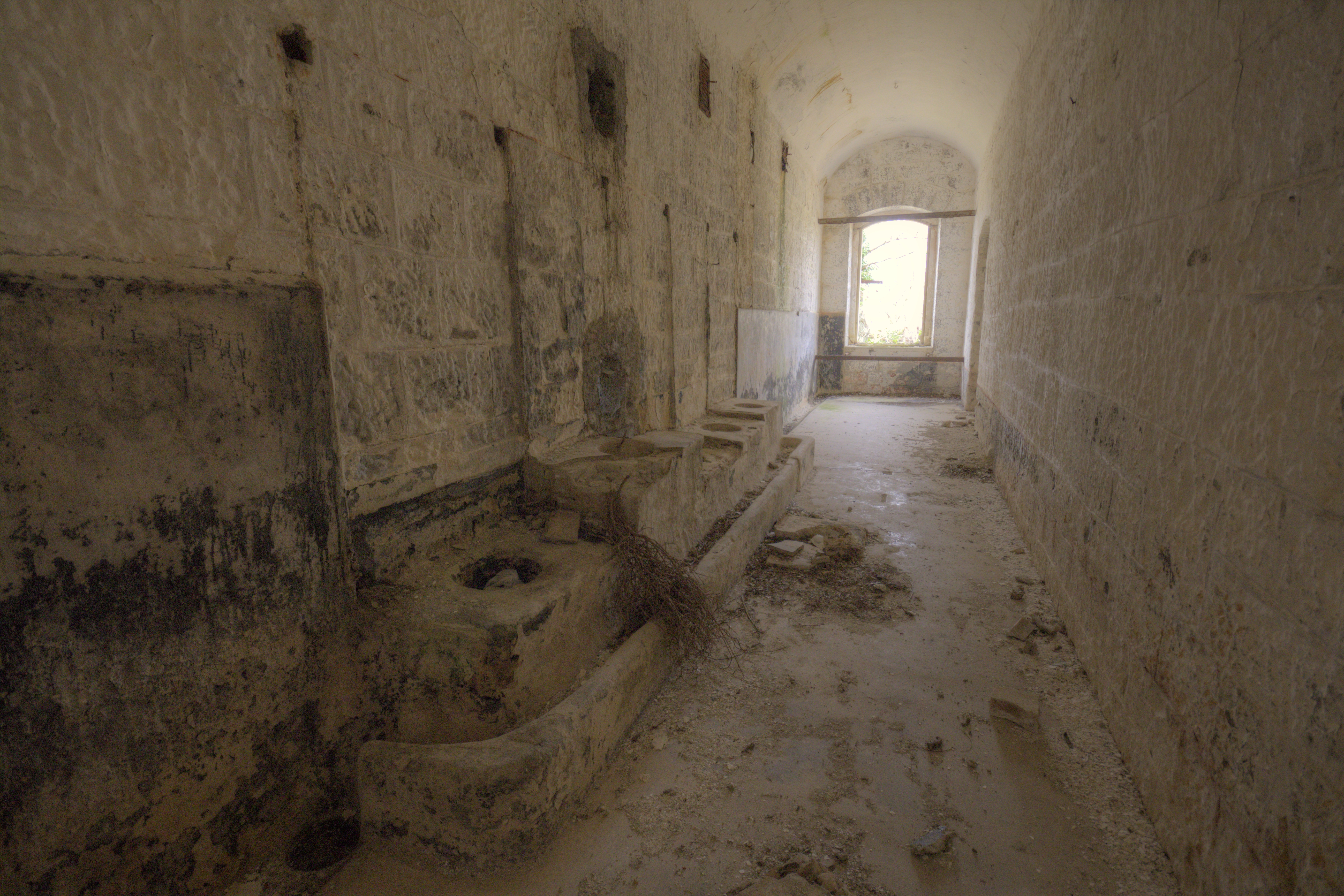
Каменные туалеты в казарме
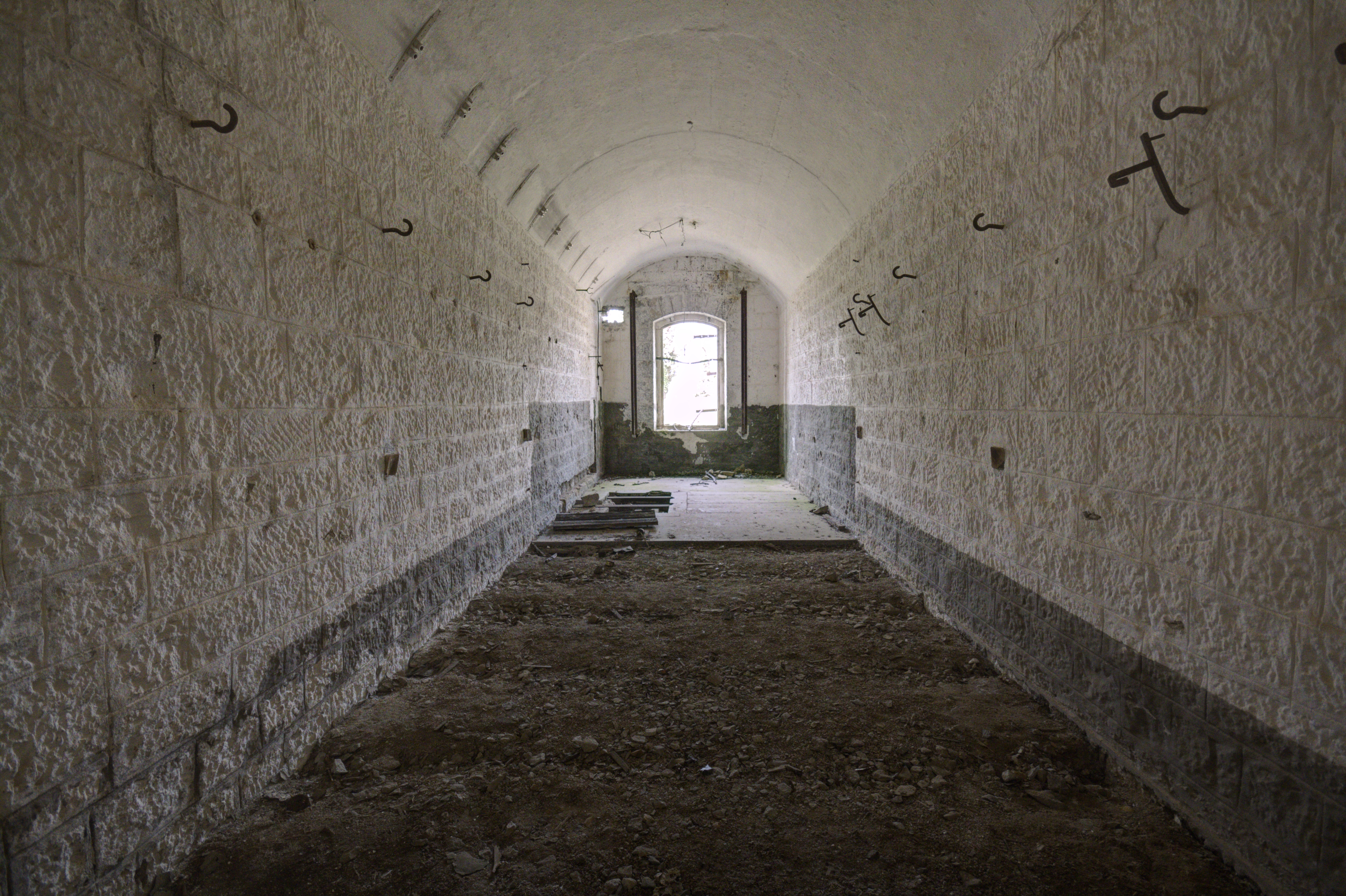
Казарма

## Комментарии
1. ↑  «Форт был заброшен после Второй мировой войны. Тогда здесь поселился некий монах-отшельник, превратив один из минометных казематов в молельню. На оштукатуренных стенах написаны иконы святых, которые, к сожалению, на сегодняшний день едва заметны от постоянной сырости. А панцирный купол с внутренней стороны украшает хорошо сохранившаяся икона Св. Дмитрия очень изящной работы»[5]